# La Double Vie de Daniel Shore
Pour plus de détails, voir Fiche technique et Distribution.
La Double Vie de Daniel Shore (Die zwei Leben des Daniel Shore) est un film allemand réalisé par Michael Dreher, sorti en 2009.

## Fiche technique
- Titre original : Die zwei Leben des Daniel Shore
- Titre français : La Double Vie de Daniel Shore
- Réalisation : Michael Dreher
- Scénario : Michael Dreher
- Musique : Lorenz Dangel
- Production : Karim Debbagh, Rüdiger Heinze, Rainer Kölmel et Stefan Sporbert
- Pays d'origine : Allemagne
- Date de sortie : 2009

## Distribution
- Nikolai Kinski : Daniel Shore
- Katharina Schüttler : Elli
- Morjana Alaoui : Imane
- Sean Gullette : Henry Porter
- Driss Roukhe
- Karim Saidi
- Judith Engel
- Matthias Matschke
- Bernd Tauber
- Stefan Lampadius
- Meryam Raoui